# Luis Pavez Muñoz
Luis Alberto Pavez Muñoz (Santiago, Chile, 17 de septiembre de 1995) es un futbolista profesional chileno que se desempeña como lateral izquierdo y actualmente milita en O'Higgins de la Primera División de Chile.

## Trayectoria

### Colo Colo
Comenzó jugando en la escuela de fútbol de Colo-Colo, equipo del cual es hincha, en Peñalolén pasando a formar parte de las divisiones inferiores oficiales tras una prueba masiva liderada por Lizardo Garrido a los ocho años. En las cadetes albas llegaría a ser goleador de la sub-12 jugando como puntero para después pasar a ser defensa central y terminar jugando como lateral izquierdo.
Comenzaría su carrera profesional jugando por el Colo-Colo "B" donde sería una de las figuras de aquel equipo lo que le valdría ascender al primer equipo colocolino durante el Transición 2013 haciendo su debut frente a Everton de Viña del Mar, el cual terminaría con una victoria 3-0 favorable al cuadro de Macul. Con el paso de los partidos, se convirtió en una de las piezas fundamentales en el equipo dirigido por Héctor Tapia durante la temporada 2013/14 del fútbol chileno, consiguiendo la estrella número 30 en la historia del club, ganando el Clausura 2014.

#### Temporada 2013/14
Con el paso de los partidos, se convirtió en una de las piezas fundamentales en el equipo dirigido por Héctor Tapia.
El 9 de marzo de 2014 Pavez tuvo una tarde soñada, convirtió 2 goles en el triunfo por 5-1 ante U. La Calera, adueñandose de la banda izquierda tan solo a sus cortos 19 años.
El 6 de abril de 2014 Luis jugaba su segundo clásico del fútbol chileno ante la U, los albos vencerian por 1-0 y Pavez jugó un correcto partido, el 13 de abril Colo Colo en el Estadio Monumental lograba bajar la tan ansiada estrella 30 después de 4 años y 7 torneos de fracasos, al vencer por la cuenta mínima a Santiago Wanderers con solitario gol de Felipe Flores en un reñido encuentro.
Luis Pavez jugó 16 partidos por el Clausura y convirtió 2 goles, consiguiendo la estrella número 30 en la historia del club, ganando el Clausura 2014.

#### Temporada 2014/15
Ya en la siguiente temporada, poco a poco fue perdiendo terreno en el equipo titular por el arribo de Jean Beausejour proveniente del fútbol inglés y nominado nacional, era prácticamente imposible que Pavez le ganara el puesto, quedando relegado a la banca.
El 19 de octubre de 2014 el "Piña" ingreso al minuto 84 por Felipe Flores en el triunfo de Colo Colo por 2-0 sobre universidad de Chile.
Jugó 10 partido por el Apertura 2014 y solo 3 de titular y un encuentro por Copa Chile, la temporada 2014 de Pavez fue de más a menos jugó 27 partidos y marcó dos goles.
El 7 de abril de 2015 el formado en las canteras albas debutaba en la Copa Libertadores 2015 por la fecha 4 ante Atlas de México en Guadalajara ingresando al minuto 79 por Jaime Valdés victoria por 3-1.
El 18 de abril Pavez fue titular en la dura derrota ante Universidad Católica por el Clausura 2015 cayendo por un contundente 3-0 de local y sepultando sus opciones de campeonar, el 22 de abril Pavez fue titular en la derrota de Colo Colo que sentecio su eliminación de Copa Libertadores a manos de Atlético Mineiro en Brasil por 2-0, salió en el entretiempo por Felipe Flores.
Sus números no fueron muy regulares, apenas jugó 5 partidos por Clausura 2015 y solo 2 de titular y sumo 284 minutos. Mientras que por Copa Libertadores jugó 3 partidos, 1 de titular y sumo 97 minutos, en el primer semestre de 2015 jugó 8 partidos y tuvo 381 minutos en cancha.

#### Copa Chile 2015
Pavez debutó el 8 de julio de 2015 ante Huachipato en Talcahuano donde salieron derrotados por 1-0, Luis jugó su último partido con Colo Colo el 11 de julio ante Ñublense donde Colo Colo obtuvo la victoria por 4-2

### Cádiz
con la llegada del director técnico José Luis Sierra al cuadro albo a mediados de 2015, el jugador es cedido al Cádiz CF de España por dos temporadas. Su periplo en el club español no fue el esperado, ya que nunca pudo ganarse un puesto de titular, no obstante pese a su poca participación, fue parte del título y el ascenso.

### Regreso a Colo Colo
Luego de su estadía en España por solo una temporada, el jugador retorna a Colo-Colo, para afrontar la temporada 2016/17, donde no jugaría en ninguna competición

### Santiago Wanderers
Tras seis meses inactivo, para el Clausura 2017 partió a préstamo a Santiago Wanderers donde tomaría inmediatamente la titularidad por la banda izquierda porteña lo que haría que su estancia se alargara por un semestre más siendo pieza importante en la obtención de la Copa Chile 2017, certamen en el que disputó nueve encuentros, sumando 810 minutos y anotando un gol.
Tras buenas campañas en Santiago Wanderers durante 2017, donde sumó 39 partidos y anotó un gol, siendo de los pocos jugadores destacables en la mala campaña del club que significó su descenso a Primera B, finalizó su préstamo en la institución y se incorporó a la pretemporada del cuadro dueño de su pase, Colo-Colo. Sin embargo, Pablo Guede, entrenador del conjunto albo, no tenía en sus planes al jugador, por lo que, con el fin de sumar minutos, decidió negociar su salida del club, situación que no estuvo exenta de polémica.

### Unión Española
Finalmente, el día 18 de enero de 2018, se dio a conocer su incorporación a Unión Española, tras desvincularse de Colo-Colo, traspaso que fue confirmado en el sitio web oficial del conjunto hispano.

### FC Juárez
El 7 de enero de 2021 se hace oficial su traspaso definitivo a FC Juárez de la Liga MX

## Selección nacional

### Selecciones menores
En mayo de 2014, fue incluido en la nómina de 20 jugadores entregada por el director técnico Claudio Vivas para representar a Chile en el Torneo Esperanzas de Toulon de 2014, categoría sub-21, a disputarse entre el 21 de mayo y el 1 de junio.
Con experiencia en Primera División, el entonces técnico de la Selección chilena Sub-20, Hugo Tocalli, lo incluyó en la nómina de 23 jugadores que viajaron a Uruguay para disputar el Sudamericano Sub-20 de 2015, certamen en el cual disputó tres encuentros, sumando un total de 270 minutos en cancha, siendo Chile eliminado en primera fase, tras tres derrotas y sólo un triunfo en dicho torneo.

#### Participaciones en Torneo Esperanzas de Toulon
| Torneo                              | Sede    | Resultado    | Partidos | Goles |
| ----------------------------------- | ------- | ------------ | -------- | ----- |
| Torneo Esperanzas de Toulon de 2014 | Francia | Primera fase | 3        | 0     |

#### Participaciones en Sudamericanos
| Torneo                      | Sede    | Resultado    | Partidos | Goles |
| --------------------------- | ------- | ------------ | -------- | ----- |
| Sudamericano Sub-20 de 2015 | Uruguay | Primera fase | 3        | 0     |

## Estadísticas

### Clubes
| Club | Div.          | Temporada     | Liga  | Liga  | Copas(1) | Copas(1) | Torneos internacionales(2) | Torneos internacionales(2) | Total(3) | Total(3) |
| Club | Div.          | Temporada     | Part. | Goles | Part.    | Goles    | Part.                      | Goles                      | Part.    | Goles    |
| --- | ------------- | ------------- | ----- | ----- | -------- | -------- | -------------------------- | -------------------------- | -------- | -------- |
| Colo-Colo "B" · Chile                                                                                       | 3.ª           | 2012          | 7     | 0     | —        | —        | —                          | —                          | 7        | 0        |
| Colo-Colo "B" · Chile                                                                                       | 3.ª           | 2013          | 5     | 0     | —        | —        | —                          | —                          | 5        | 0        |
| Colo-Colo "B" · Chile                                                                                       | 3.ª           | 2013-14       | 1     | 0     | —        | —        | —                          | —                          | 1        | 0        |
| Colo-Colo "B" · Chile                                                                                       | Total club    | Total club    | 13    | 0     | 0        | 0        | 0                          | 0                          | 13       | 0        |
| Colo-Colo · Chile                                                                                           | 1.ª           | 2013          | 2     | 0     | —        | —        | —                          | —                          | 2        | 0        |
| Colo-Colo · Chile                                                                                           | 1.ª           | 2013-14       | 26    | 2     | 4        | 2        | 2                          | 0                          | 32       | 4        |
| Colo-Colo · Chile                                                                                           | 1.ª           | 2014-15       | 15    | 1     | 1        | 0        | 3                          | 0                          | 19       | 1        |
| Colo-Colo · Chile                                                                                           | 1.ª           | 2015-16       | —     | —     | 2        | 0        | —                          | —                          | 2        | 0        |
| Colo-Colo · Chile                                                                                           | Total club    | Total club    | 43    | 3     | 7        | 2        | 5                          | 0                          | 55       | 5        |
| Cádiz C.F. · España                                                                                         | 3.ª           | 2015-16       | 9     | 0     | 3        | 0        | —                          | —                          | 12       | 0        |
| Cádiz C.F. · España                                                                                         | Total club    | Total club    | 9     | 0     | 3        | 0        | 0                          | 0                          | 12       | 0        |
| Santiago Wanderers · Chile                                                                                  | 1.ª           | 2016-17       | 14    | 0     | —        | —        | —                          | —                          | 14       | 0        |
| Santiago Wanderers · Chile                                                                                  | 1.ª           | 2017          | 14    | 0     | 11       | 1        | —                          | —                          | 25       | 1        |
| Santiago Wanderers · Chile                                                                                  | Total club    | Total club    | 28    | 0     | 11       | 1        | 0                          | 0                          | 39       | 1        |
| Unión Española · Chile                                                                                      | 1.ª           | 2018          | 25    | 0     | 4        | 1        | 2                          | 0                          | 31       | 1        |
| Unión Española · Chile                                                                                      | 1.ª           | 2019          | 19    | 2     | 6        | 0        | 4                          | 0                          | 29       | 2        |
| Unión Española · Chile                                                                                      | 1.ª           | 2020          | 23    | 0     | —        | —        | —                          | —                          | 23       | 0        |
| FC Juárez · México                                                                                          | 1.ª           | 2020-21       | 13    | 1     | —        | —        | —                          | —                          | 13       | 1        |
| FC Juárez · México                                                                                          | 1.ª           | 2021-22       | 4     | 1     | —        | —        | —                          | —                          | 4        | 1        |
| FC Juárez · México                                                                                          | Total club    | Total club    | 17    | 1     | 0        | 0        | 0                          | 0                          | 17       | 1        |
| Unión Española · Chile                                                                                      | 1.ª           | 2022          | 3     | 1     | —        | —        | —                          | —                          | 3        | 1        |
| Unión Española · Chile                                                                                      | 1.ª           | 2023          | 0     | 0     | —        | —        | —                          | —                          | 0        | 0        |
| Unión Española · Chile                                                                                      | 1.ª           | 2024          | 0     | 0     | 0        | 0        | —                          | —                          | 0        | 0        |
| Unión Española · Chile                                                                                      | Total club    | Total club    | 70    | 3     | 10       | 1        | 6                          | 0                          | 83       | 3        |
| Total carrera                                                                                               | Total carrera | Total carrera | 180   | 7     | 31       | 4        | 11                         | 0                          | 207      | 10       |
| (1) Incluye datos de Copa Chile y Copa del Rey. (2) Incluye datos de Copa Sudamericana y Copa Libertadores. |               |               |       |       |          |          |                            |                            |          |          |

### Resumen estadístico
| Competición                    | Partidos | Goles |
| ------------------------------ | -------- | ----- |
| Primera División de Chile      | 138      | 5     |
| Segunda División de Chile      | 13       | 0     |
| Primera División de México     | 5        | 1     |
| Segunda División "B" de España | 9        | 0     |
| Copa Chile                     | 26       | 4     |
| Copa del Rey                   | 3        | 0     |
| Copa Libertadores              | 3        | 0     |
| Copa Sudamericana              | 8        | 0     |
| Selección Sub-20 de Chile      | 3        | 0     |
| Total                          | 198      | 10    |

## Palmarés

### Títulos nacionales
| Título             | Equipo             | País   | Año     |
| ------------------ | ------------------ | ------ | ------- |
| Primera División   | Colo-Colo          | Chile  | 2014-C  |
| Segunda División B | Cádiz CF           | España | 2015-16 |
| Copa Chile         | Santiago Wanderers | Chile  | 2017    |

### Distinciones individuales
| Distinción                 | Año  |
| -------------------------- | ---- |
| Medalla Cruce de Los Andes | 2017 |